# Straight, No Chaser (album de Thelonious Monk)
Pour les articles homonymes, voir Straight, No Chaser.
Albums de Thelonious Monk
Solo Monk
(1965) Nonet: Live!
(1967)
Straight, No Chaser est un album de Thelonious Monk sorti en 1967.

## Titres
| No | Titre                                          | Musique                | Durée |
| -- | ---------------------------------------------- | ---------------------- | ----- |
| 1. | Locomotive                                     | Thelonious Monk        | 6:40  |
| 2. | I Didn't Know About You                        | D. Ellington           | 6:52  |
| 3. | Straight, No Chaser                            | Thelonious Monk        | 11:28 |
| 4. | Japanese Folk Song (Kōjō no Tsuki)             | Rentarō Taki           | 16:41 |
| 5. | Between The Devil And The Deep Blue Sea (solo) | H. Arven/T. Koehler    | 7:36  |
| 6. | We See                                         | Thelonious Monk        | 11:35 |
| 7. | This is my Story, This is My Song (solo)       | F.J. Crosby/J.F. Knapp | 1:42  |

Réédition en CD
| No | Titre                             | Musique         | Durée |
| -- | --------------------------------- | --------------- | ----- |
| 8. | I didn't know About You (prise 1) | D. Ellington    | 6:48  |
| 9. | Green Chimneys                    | Thelonious Monk | 6:34  |

## Musiciens
- Thelonious Monk : piano
- Charlie Rouse : saxophone
- Larry Gales : contrebasse
- Ben Riley : batterie